# Biegowiec osowaty
Biegowiec osowaty (Clytus arietis) – gatunek chrząszcza z rodziny kózkowatych i podrodziny kózkowych (Cerambycinae).

## Taksonomia
Gatunek ten został opisany w 1758 roku przez Karola Linneusza jako Leptura arietis. W rodzaju Clytus umieszczony w 1784 roku przez J. N. Laichartinga jako gatunek typowy.

## Opis
Osiąga od 6,5 lub 7 do 14 mm długości ciała. Przedplecze i pokrywy żółto-czarno ubarwione, upodabniające tego owada do osy, co chroni go częściowo przed wrogami. Wyróżnia się kilka form barwnych. Czułki są czerwonożółte, ku wierzchołkom grubsze i ciemniejsze. Długie i sterczące włoski porastają przedplecze i nasadową część pokryw. Powierzchnia pokryw jest matowa wskutek gęstego punktowania. Za nasadą pokryw punkty są bardzo wyraźne i mają średnice większe niż odległości między nimi lub im równe. Spośród żółtych plam pokryw pierwsza położona za barkami jest mała, poprzeczna i ustawiona prostopadle do szwu, a ostatnia zajmuje wierzchołek pokryw. Odnóża czerwonożółte, zwykle o ciemniejszych udach środkowej i tylnej pary.
Larwa ma grube, porośnięte delikatnymi szczecinkami ciało osiągające do 18 mm długości i 5 mm szerokości. Biała, poprzeczna głowa ma szeroko zaokrąglone boki, nagie czoło i parę głównych oczu larwalnych po bokach, natomiast brak jest oczu na jej stronie spodniej i grzbietowej.  Poprzeczna warga górna często ma wąski skleryt nasadowy. Wyrostki boczne dźwigaczy głaszczków szczękowych oraz ich pierwszych członów są wyraźnie widoczne. Trzy człony budujące owe głaszczki są podobnych długości. Dwuczłonowe głaszczki wargowe mają pierwszy człon tak szeroki jak długi, zaś drugi wydłużony. Języczek jest dobrze widoczny mimo swej krótkości. Podgębie ma silnie, podłużnie rowkowaną krawędź przednią. Odnóży brak. Odwłok ma poduszeczki ruchowe (ampulle) o mikrosiateczkowaniu częściowo zatartym i wskutek tego powierzchni miejscami błyszczącej.

## Biologia i ekologia
Zamieszkuje lasy liściaste. Owady dorosłe spotyka się w czerwcu i lipcu, a niekiedy także sierpniu. Przebywają na roślinach żywicielskich oraz kwiatach głogów, kalin i dereni, a rzadziej roślin zielnych. Są bardzo płochliwe, a wzięte w rękę gwałtownie skrzypią. Larwy odżywiają się nieokorowanym drewnem drzew osłabionych, uszkodzonych, świeżo przewalonych, złamanych lub ściętych. Do roślin żywicielskich należą: buk, grab, dęby, klony, jarzębiny, leszczyna, głogi, róże, żarnowce, morwy i inne krzewy i drzewa. Cykl rozwojowy trwa od roku do trzech lat, w zależności od warunków klimatycznych i wilgotności materiału. Larwy najpierw żerują pod korą, a następnie schodzą w biel i drewno, na głębokość do 10 cm. Zimują larwy i poczwarki.

## Rozprzestrzenienie
Gatunek zasiedla Europę po południowy Ural na wschodzie, Kaukaz, Zakaukazie, Armenię, północny Iran i Turkmenistan. Ponadto znany z Maroka. W Polsce na terenie całego kraju z wyjątkiem wyższych położeń górskich.
Wyróżnia się 3 podgatunki tego chrząszcza:
- Clytus arietis arietis (Linnaeus, 1758) – zasiedla Europę, azjatycką część Turcji i Maroko
- Clytus arietis lederi Ganglbauer, 1882 – zasiedla Azerbejdżan, Turkmenistan i Iran
- Clytus arietis oblitus Roubal, 1932 – zasiedla Turcję i Zakaukazie